# Amonitas
Los amonitas, cuyo territorio se conocía como Amón (en hebreo: עַמּוֹן‎, ʻAmmôn(tiberiano), Ammon, «pueblo»; en árabe: عمّون‎, ʻAmmūn; en griego: Ἀμμωνίται, Ammōnítai), eran una tribu semita que habitaba en la franja comprendida entre el desierto de Siria y el río Jordán, y entre los ríos Jabbok y Arnon, en la actual Jordania. La mayor parte de la información que se tiene sobre este pueblo proviene de la Biblia y la arqueología.

## Etimología
El término hebreo עַמּוֹן (ʻAmmôn) significaba sencillamente pueblo y es probablemente de origen endónimo. Una versión alternativa, es la que se da en la Biblia: allí se narra que Ben-Amí (patriarca del posterior pueblo amonita) sería el segundo de los dos hijos (junto con su hermano Moab) que Lot habría tenido incestuosamente con sus propias hijas, que lo emborracharon al creerse en la obligación de tener relaciones con su padre para perpetuar la descendencia del nombre de su padre tras la destrucción de Sodoma y Gomorra.

## Historia
| Estados fenicios Imperio asirio reino de Israel reino de Aram-Damasco reino de Amón Tribus arameas | Pentápolis filistea reino de Judea Reino de Moab Tribus árabes reino de Edom tribus nabateas |

Mapa del sur del Levante mediterráneo hacia el 830 a. C. Las regiones representadas son, de este a oeste y de norte a sur:
Estados fenicios
Imperio asirio
reino de Israel
reino de Aram-Damasco
reino de Amón
Tribus arameas
Pentápolis filistea
reino de Judea
Reino de Moab
Tribus árabes
reino de Edom
tribus nabateas

De acuerdo con la Biblia, el territorio de los amonitas había estado previamente en posesión de los zamzummim o zuzim.
Se tiene constancia de los amonitas desde el siglo XIII a. C., y fueron una nación independiente hasta el siglo VI a. C.
La tierra de los amonitas era fértil y disponía de agua y pastos en abundancia.
Su capital estaba radicada en Rabbat Amón, donde se han encontrado restos de un templo levantado en honor de Milcom, su dios principal, y una necrópolis de los siglos VIII y VII a. C.
En la Biblia se hace referencia a 20 ciudades del país, lo que da idea de que Amón estaba bastante poblado.
Enfrentados en periódicas guerras con los israelitas, fueron vencidos en el siglo X a. C. y permanecieron sometidos hasta el año 721 a. C., cuando recuperaron su territorio tras la deportación de los israelitas a Babilonia.
Al parecer fueron frecuentes sus alianzas con los moabitas para rechazar o atacar enemigos comunes.
Durante los siglos VIII y VII a. C. hay varias menciones a los amonitas en fuentes asirias. Al parecer los asirios pedían tributo a los reyes amonitas y cambio ayudaban a proteger las rutas comerciales de los grupos nómadas.
Durante este período el reino de Amón extendió sus fronteras al oeste hasta el río Jordán, al norte hasta Galaad y al sur hasta Hesbón. Las principales ruinas halladas datan de este período, así como los sellos, inscripciones y estatuaria, todo ello indicando la prosperidad de la región.
Aunque ayudaron a Nabucodonosor II en su campaña contra los israelitas, luego se rebelaron contra los babilonios, motivo por el que el territorio se anexionó a las provincias imperiales. En época persa el término «amonita» se había convertido en meramente geográfico y se aplicaba sobre todo a las tribus árabes que se habían asentado en el territorio del antiguo reino de Amón.
En el siglo I el territorio fue incorporado por los romanos en la provincia de Judea. La última mención a los amonitas data de tiempos de los macabeos, cuando Judas Macabeo se enfrentó a ellos en varias batallas.

### Testimonios contemporáneos
- Diversos documentos administrativos asirios:
  - Estela de Salmanasar III, que menciona al rey Baasa de Amón;
  - Anales de Senaquerib, con el tributo a pagar por Puduilu de Amón;
  - una botella de bronce hallada en Tel Siran;
  - un documento de Asurbanipal, que menciona al rey Aminadab de Amón;
- un sello de arcilla encontrado por Lloyd Willis en 1984, con los nombre de su propietario y del rey Baalís de Amón.
- Sello de Shuba, funcionario de la provincia persa de Amón.[5]

## Cultura

### Idioma
El idioma amonita estaba estrechamente relacionado con el hebreo bíblico, hasta el punto de considerarse una variedad dialectal. Del idioma amonita sobreviven solo algunos fragmentos. Destaca sobre todo la inscripción de la ciudadela de Amán, del siglo XI a. C., la botella de bronce de Tell Siran (siglo VII-VI a. C.) y unos pocos óstraca.

### Religión
Las fuentes de lo poco que se sabe de la religión amonita son principalmente la Biblia y la evidencia material. En general, parece haber sido bastante típica de las religiones levantinas, siendo Milcom (quizás una variación de Moloch) la deidad principal, mientras que El, Baal y la deidad lunar eran también otras deidades destacadas.